# Linaria joppensis
Linaria joppensis är en grobladsväxtart som beskrevs av Joseph Friedrich Nicolaus Bornmüller. Linaria joppensis ingår i släktet sporrar, och familjen grobladsväxter. Inga underarter finns listade i Catalogue of Life.